# Pregassona
Pregassona  är en ort i kommunen Lugano i kantonen Ticino, Schweiz. 
Pregassona var tidigare en självständig kommun, men 4 april 2004 blev Pregassona en del av kommunen Lugano.